# Truls Möregårdh
Truls Carl Eric Möregårdh (Hovmantorp, 16 februari 2002) is een Zweedse tafeltennisser. Hij speelt rechtshandig met de shakehandgreep en is een aanvaller. Hij won brons met het Zweedse team op de wereldkampioenschappen tafeltennis 2018 en op de Europese kampioenschappen tafeltennis 2019. In 2021 behaalde hij individueel zilver op de wereldkampioenschappen tafeltennis.

## Belangrijkste resultaten
- WK
  -  Zilver in het enkelspel in 2021.
  -  Brons met het team in 2018.
- EK
  -  Goud met het team in 2023.
  -  Brons met het team in 2019.
  -  Brons met het team in 2021.
- Europese Top-16
  -  Zilver in 2022.
  -  Zilver in 2024.